# Volžsko-baltská vodní cesta
Volžsko-baltská vodní cesta či Volžsko-baltský průplav (rusky Волго-Балтийский водный путь) je soustava přirozených vodních toků, přirozených i umělých jezer a lidskou činností vytvořených kanálů, umožňující plavbu lodí o výtlaku do 5 000 t mezi povodím Volhy a povodím Něvy. Část tohoto systému tvoří i Bělomořsko-baltskou vodní cestu. Pomocí dopravy na Volžsko-donském průplavu umožňuje i vodní spojení mezi Baltským a Černým mořem. Je součástí Jednotného systému hlubokovodní říční dopravy Ruské federace.

## Všeobecné informace

Povodí řeky Šeksny

Vodní dílo bylo budováno v letech 1709–1964. Po poslední velké přestavbě v letech 1956–1964 se skládá z následujících sedmi stupňů v rozsahu převýšení hladin od 11 do 18 m:
2 vodní elektrárny na řece Svir v povodí Něvy
4 jednokomorové jednocestné zdymadlové propusti s hydroenergetickými jednotkami o rozměrech 270 x 18 m a o garantované hloubce 4 m
1 průtočná vodní elektrárna na řece Šeksna v povodí Volhy
Celá vodní cesta probíhá od strany Volhy v následující posloupnosti hydrologického systému: řeka Šeksna, Bílé jezero, řeka Kovža, převodný kanál, řeka Vytěgra, Oněžské jezero, řeka Svir, Ladožské jezero, řeka Něva.
Cesta z města Čerepovec do Petrohradu měří 1 100 km, z toho je trať umělých kanálů dlouhá 478 km. Tato soustava existuje pod jednotným názvem Volžsko-baltská vodní cesta jako samostatná ekonomická jednotka s 254 plavidly. Je součástí vodní cesty od ústí Volhy do ústí Něvy v délce 4 900 km.

## Hydrologické poměry
Rozvodí mezi Něvou a Volhou se nachází v oblasti s poměrně vysokým odtokovým koeficientem v rozsahu 8–9 l/s.km−2. Poměr sněhových a dešťových srážek v ročním chodu je přibližně 1 : 1. Ledové jevy nastávají v průměru od poloviny listopadu do konce dubna. Vegetace povodí je tvořena smíšenou až jehličnatou severskou tajgou s dobrými akumulačními schopnosti. Horní povodí Volhy je vůči jižnímu povodí Oněžského jezera výrazně plošší. Převýšení systému na straně Volhy je 13,5 m oproti oněžskému stupni vysokému 113 m. Většina umělých stupňů je proto vybudována v povodí Něvy v systému řeky Vytěgra. Vzhledem k vysokému zastoupení jezerních ploch na rozvodí je chod jarních povodní v oblasti poměrně plochý. Hydrologické podmínky jsou proto pro budování vodních děl poměrně příznivé.

## Historie výstavby

### Do vlády Petra I. Velikého
Povědomí o rozvodí mezi řekami Dněpr, Volha, Něva a Severní Dvina existovalo již ve starověku a umožňovalo obchodní styky severoevropských oblastí se Středozemím a Persií. V raném středověku byly rozvinuta tzv. Volžská obchodní cesta, jejímiž hlavními účastníky byly Chazarská říše, Volžské Bulharsko a oblasti obývané kmeny Varjagů. Většina levostranných přítoků horní Volhy byla prozkoumána dobře ozbrojenými družinami obchodníků až k pramenným oblastem a znalosti ideálních tras pro změnu povodí byly často tajeny zájmovými obchodními skupinami. Přesto v 16. a 17. století byly již ze všech možností všeobecně známy a používány tři základní způsoby vodní cesty z Volhy k Něvě. V této době však bylo Baltské moře kontrolováno Švédským loďstvem, a tak prioritní vodní cestou byla trasa z Volhy k Severní Dvině a na ní navazující obchod s Anglií přes přístav Archangelsk.
Transport zboží byl uskutečňován buď překládkou nebo přesunem celých lodí po souši pomocí klád cestou nazývanou volok. Mezi Něvou a Volhou existovalo kolem čtyřiceti voloků, které byly používány podle konkrétní hydrologické, ale i obchodní a politické situace. V povodí horní Volhy se nacházela většina významných ruských center, Moskva, Suzdal, Vladimir, Tver, Jaroslavl, Veliký Rostov, Rybinsk a Nižnyj Novgorod. Nejvýznamnějším střediskem v povodí Něvy byl Veliký Novgorod na jezeře Ilmeň, proto se zprvu nejvýznamnějším volokem mezi Volhou a Něvou stala cesta odvíjená od přítoku Volhy Tverca, vedoucí po překonání rozvodí  k Ilmeňskému jezeru, z něhož vytéká řeka Volchov do Ladožského jezera.
Zdolávání voloků bylo činností samostatných obchodních skupin, jejichž spojení se státní kasou bylo minimální a v neobydlených částech těžko kontrolovatelné. V roztříštěné feudální společnosti nebylo možné vytvořit dostatečně kontrolovaný systém přepravy zboží. To se změnilo až s nástupem Petra Velikého na ruský trůn.

### Od budování Petrohradu do zrušení nevolnictví (1703–1861)
Do velkorysých plánů cara Petra Velikého na vybudování moderního ruské velmoci s hlavním městem na břehu Baltu se brzy dostalo i překopání volžsko-něvských voloků do podoby kanálů. První práce započaly již v roce 1703 spolu s budováním Petropavlovské pevnosti. První kanál byl prokopán u Vyšného Voločku poblíž významného města na Volze Tver. Spojoval řeku Tverca v povodí Volhy a s řekou Cna v povodí Něvy. Vodní cesta byla pojmenována Vyšněvolocká. Z řeky Cny cesta pokračovala přes jezero Mstino do řeky Msty, která ústí do Ilmeňského jezera ve městě Veliký Novgorod. Ilmeňské jezero je již spojeno s mohutnou řekou Volchov ústící do Ladožského jezera. Cesta z Rybinsku do Petrohradu byla otevřena v roce 1709 a byla zprvu velikou chloubou cara Petra. Časem se ukázala jako příliš mělká a málo propustná. Navíc sloužila mezi Tverem a Novgorodem na Ilmeni jako jednocestná ve směru od Volhy, a to pro těžko zdolatelné peřeje na řece Mstě. Lodě schopné překonat cestu do Ladožského jezera nebyly vhodné pro plavbu na jezeře. Plavba na velkých jezerech v povodí Něvy se totiž v náročnosti nijak neliší od plavby na Baltu. Za četných bouří skončilo mnoho nákladu na dně jezera a bylo proto potřeba vybudovat obchvatný kanál mezi ústím řeky Volchov a výtokem Něvy.

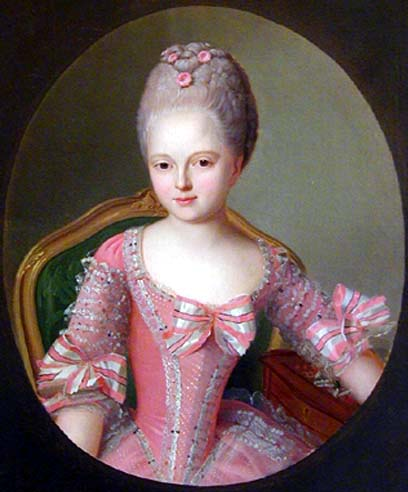
Marie Fjodorovna v dívčích letech

Car Petr osobně navštívil stavbu kanálů několikrát. Stovky pracovníků na peřejích řeky Msty osvobodil od veškerých daní, desítky zahraničních specialistů a zkorumpovaných úředníků odvedl ze stavby obchvatného kanálu rovnou k petrohradskému soudu. Odsouzení cizinci byli ze země vyhoštěni a místní stavební úředníci se vrátili na stavbu kanálu v jiném pracovně právním vztahu. Na trase všech umělých vodních cest, mířících k Baltu se lze setkat s pomníky, připomínajícími imperátorovu návštěvu nebo místa splnění snů slavného cara vší Rusi báťušky Petra I. Velikého.   
Za dob vlád následných panovníků se výstavba průplavových systémů téměř zastavila. K plánům a mapám velikého Petra na další vodní cesty se významně obrátila až pozornost ambiciózního syna a následníka Kateřiny Veliké, cara Pavla I Petroviče. Z jeho iniciativy byly obnoveny práce na vybudování historické starověké cesty k Ladožskému jezeru přes město Tichvin a k využití přítoku Volhy Šeksny ke spojení s řekou Vytěgrou tekoucí do Oněžského jezera. Na financování posledního projektu použil car Pavel fond pro výstavbu sirotčinců, spravovaný jeho ženou, carevnou Marií Fjodorovnou. Jistým odčiněním bylo alespoň pojmenování budovaného vodní díla jménem carevny. Mariinský vodní systém i systém Tichvinský  byly dobudovány až po násilné smrti cara Pavla. Mariinská vodní cesta byla zprovozněna v roce 1810 a Tichvinský systém průplavů v roce 1811. Oba průplavy byly obousměrné a požadavkům doby postačující.
Vyšněvolocký systém byl odsouzen k lokálnímu významu. V souboji o postavení mezi Tichvinským a Mariinským systémem rozhodl volok mezi řekou Šeksnou a Severní Dvinou. Od Mariinské cesty se mohla odvíjet strategická cesta k Bílému moři. Práce na Severodvinském průplavu byly započaty v roce 1823 a první loď z Volhy do Bílého moře proplula roku 1829.
V letech 1843 – 1846 byl vybudován podél jižního břehu Bílého jezera Bělozerský kanálový obchvat a v letech 1845 – 1851 byl prokopán kanál mezi ústím Vytěgry do Oněžského jezera a výtokem řeky Svir. V roce 1851 bylo vybudováno železniční spojení mezi Moskvou a Petrohradem. Vodní doprava, fungující pro ledovou pokrývku a jarní povodně jenom šest měsíců v roce, dostala vážného soupeře. Lidskou pracovní sílu čekaly změny v podobě přeměny feudálních vztahů v kapitalistické.

### Od zrušení nevolnictví do nástupu sovětské moci (1861–1917)
Průmyslová revoluce přivedla ke břehům všech tří vodních soustav nové zákazníky. Tradiční skladba přepravovaných komodit se rozrostla o nové suroviny a polotovary. Historická oblast drobných kuploven litiny a železné houby mezi městy Babajevo a Čerepovec v dolním povodí Šeksny se proměnila v jeden významný metalurgický komplex poblíž zdymadla v Čerepevci. Odsud putovaly polotovary v podobě železných prutů po vodě do Petrohradu a Petrozavodsku. Do oblasti mířili proti řece Dvině z poloostrova Kola lodě s nákladem apatitu. Pyrit pro výrobu kyseliny sírové se těžil přímo ze dna řeky Msty a putoval Vyšněvolockým systémem do papíren na březích Tichvinské soustavy i do chemických závodů Petrohradu i Moskvy. Třikrát do roka sklízené úrodné louky mezi Mologou a Šeksnou zásobovaly nejlepším senem stáje v Petrohradu. Ve městě Rybinsk vznikla obilní burza, která určovala ceny nejcennější komodity v celém impériu a náklady s obilím putovaly všemi směry. Proslulé jarmarky v Nižním Novgorodě byly zásobovány zbožím všeho druhu právě po vodní cestě. Bezvýznamné osady napojené na vodní dopravu se stávaly újezdními městy.
Zvyšující se nároky na dopravu však odhalovaly stále větší množství nedostatků, způsobených především závislostí na počasí a roční době. Průměrná délka plavby z Rybinsku do Petrohradu byla 29 dní a zpět 26 dní. To by se slavné Vologdské máslo dostalo do kuchyní v hlavním městě za hranicí trvanlivosti. Železnice umožnila nejen včasné dodávky do petrohradských kuchyní, ale i zásobování labužníků v Paříži.  
Brzy po pokládkách nových železničních tratí a zařazení stále silnějších lokomotiv se zdálo, že vodní doprava svůj význam dříve nebo později úplně ztratí. Časem se upustilo od plánů na rekonstrukce Vyšněvolockého a Tichvinského systému a pozornost se soustředila již jen na Mariinský kanál, a to jednak pro spojení s Čerepoveckými železárnami, především však pro spojení s otevřeným oceánem na severu.  
Mariinský kanál se dočkal velké rekonstrukce v letech 1890–1896. Bylo zmodernizováno 38 zdymadel, z toho 30 v povodí Něvy. Dále bylo prokopáno 40 kilometrů nového kanálu s kamennými hrázemi. Konečné dílo se stalo oprávněnou chloubou Ruska.

Když se na začátku dvacátého století vydal ruský vynálezce unikátní metody barevné fotografie Sergej Michailovič Prokudin-Gorskij na svou cestu Ruskem, zvolil jako významnou část své trasy právě průplavy mezi Volhou a Něvou. Unikátní stavební dílo se tak může pochlubit unikátním barevným zobrazením již od roku 1909. 

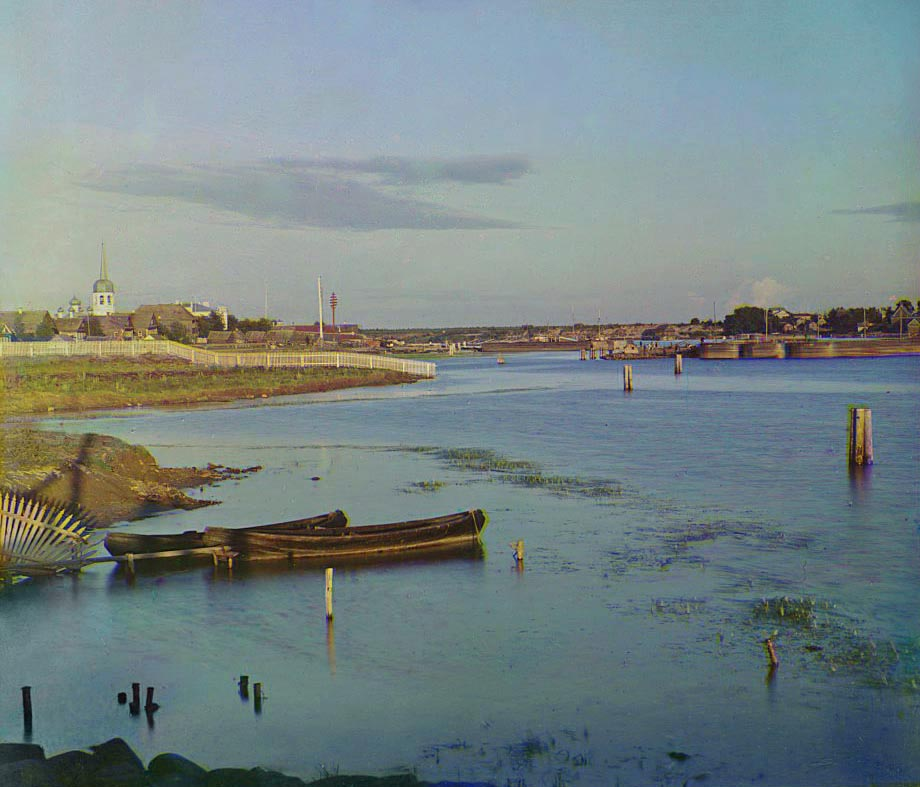
Ústí řeky Sjas do Oněžského jezera
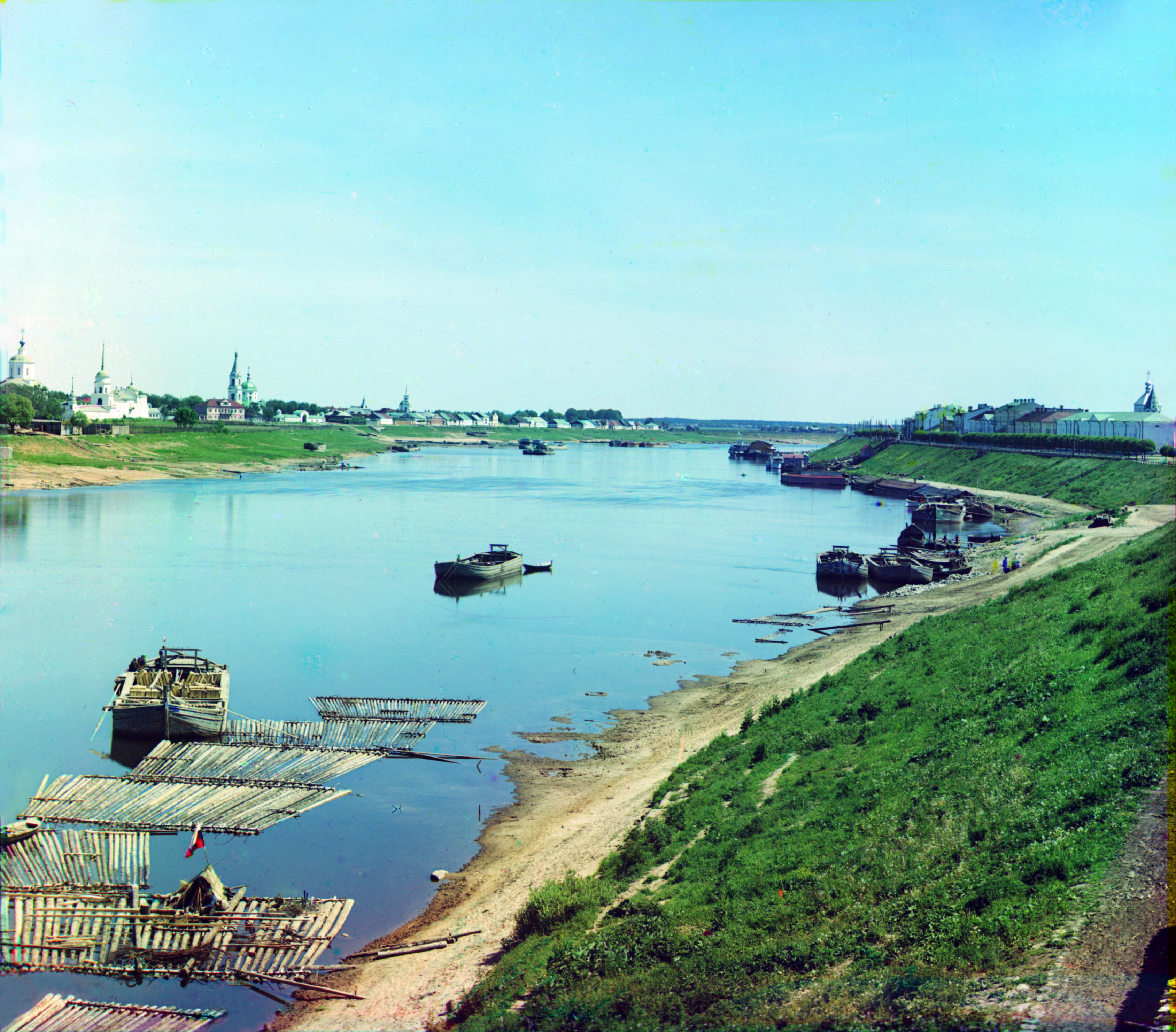
Na začátku Vyšněvolocké cesty není Volha žádný veletok
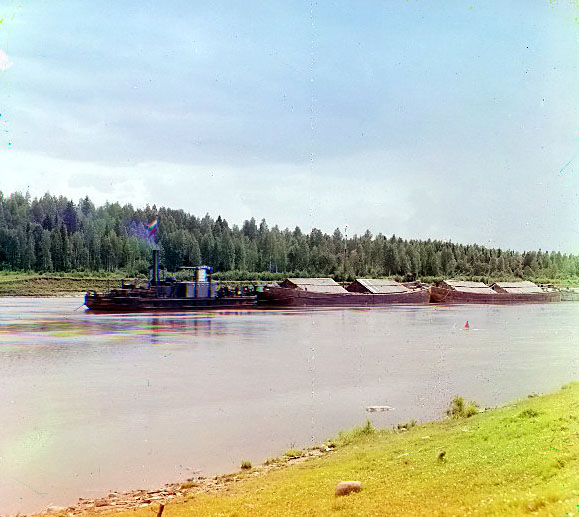
Romantická náladovka s „párou“
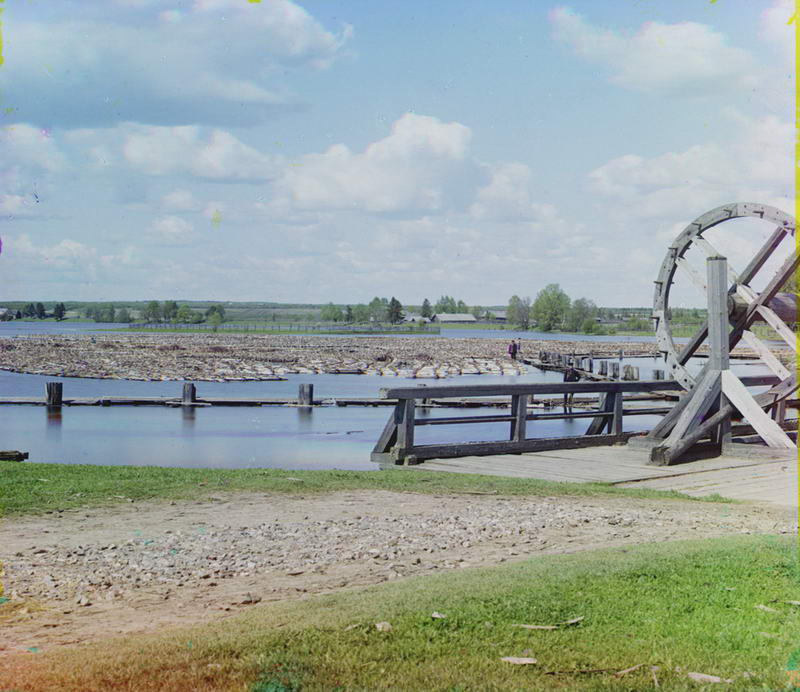
Plochá krajina na horní Volze (Hornovolžská přehrada)
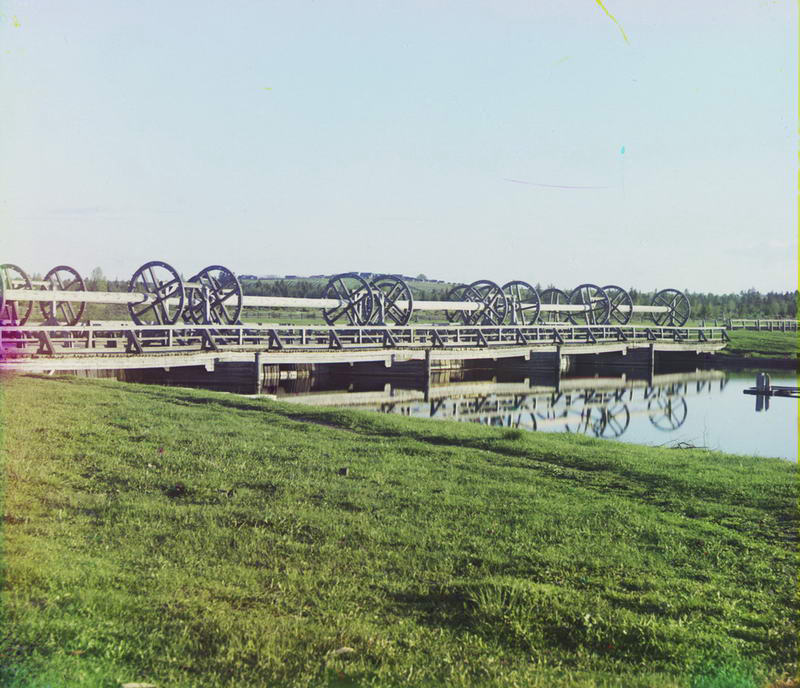
Celodřevěné mechanické systémy
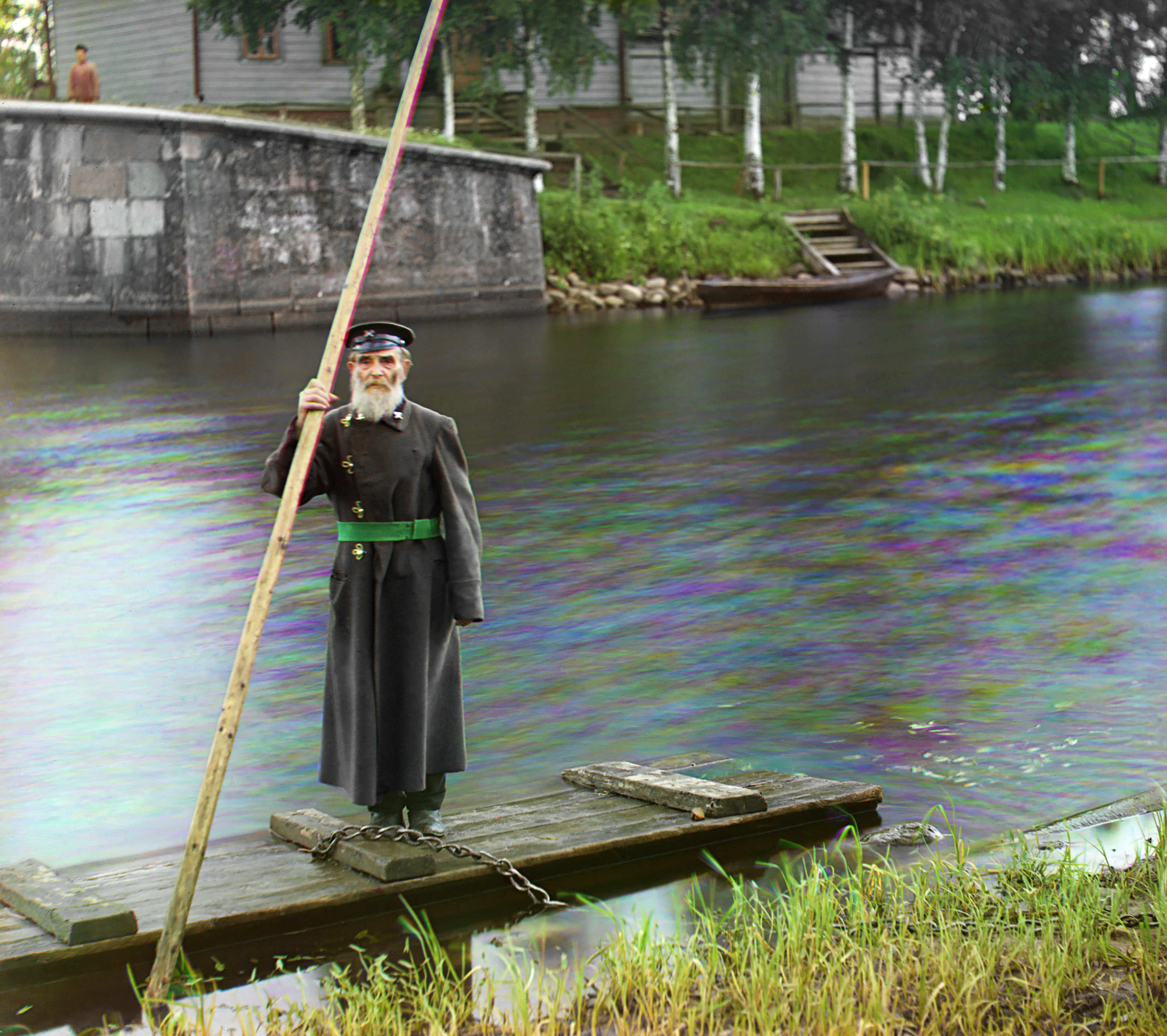
Správce zdymadla byla důstojná a náročná funkce
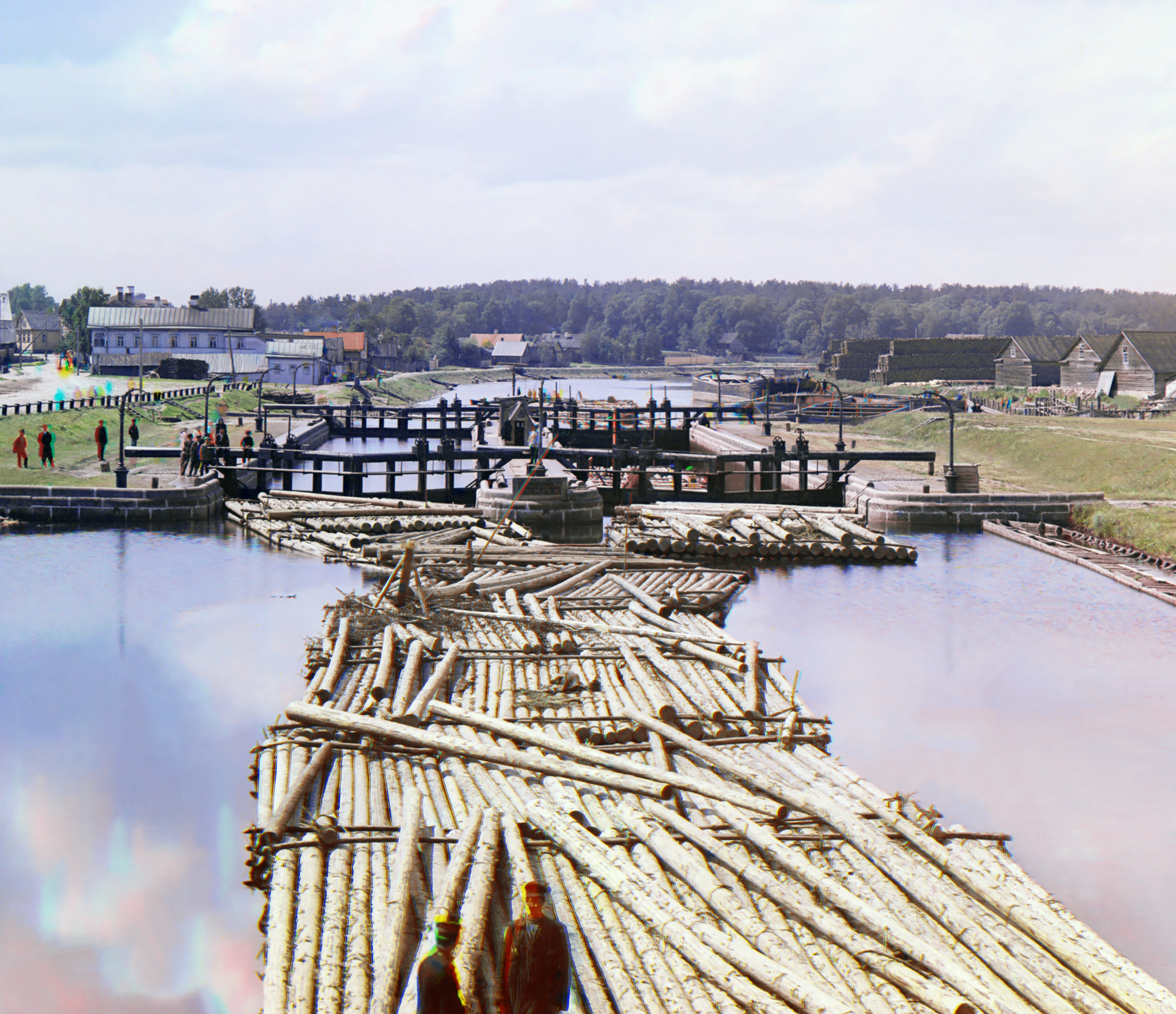
Splav dříví v obchvatu Ladožského jezera
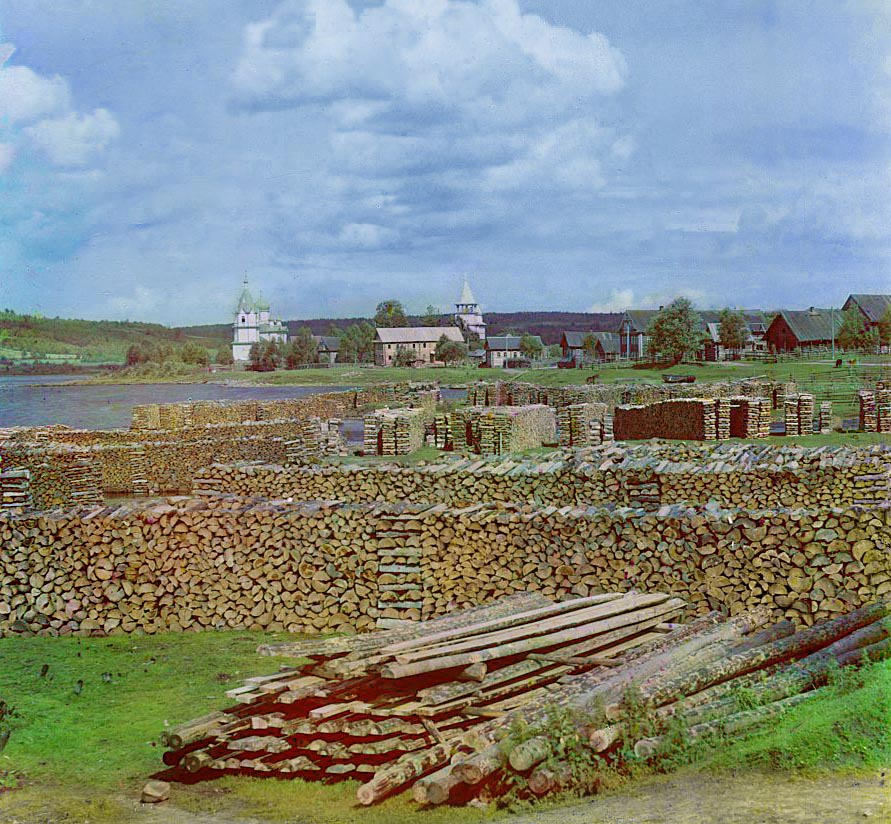
Dopravené dříví u pily na břehu řeky Svir
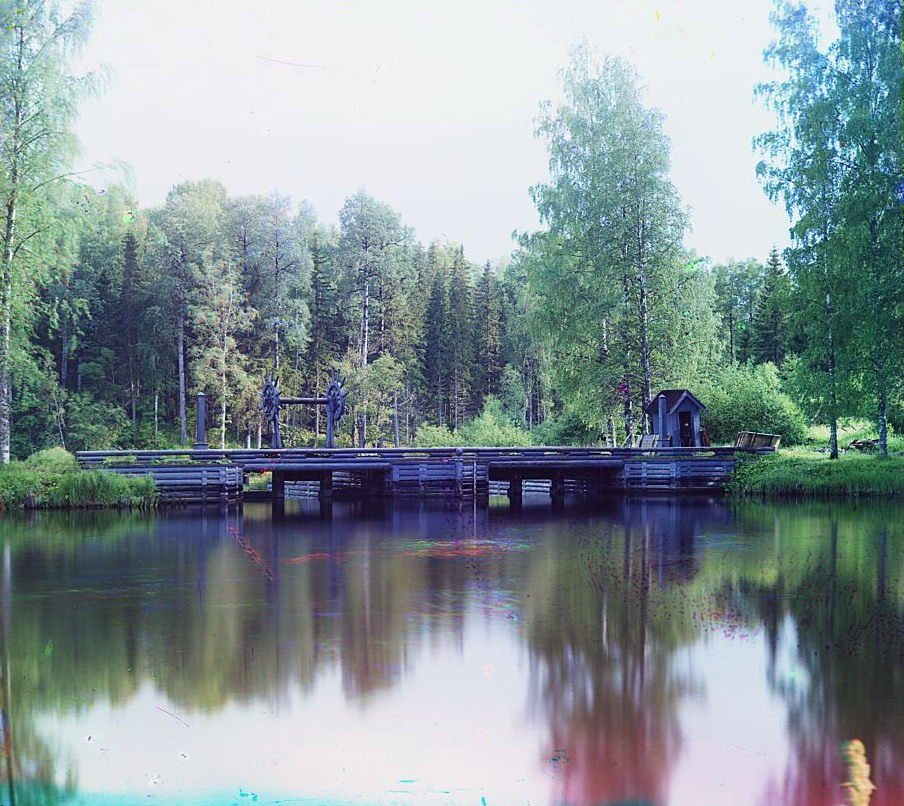
Historická přehrada na řece Kovža
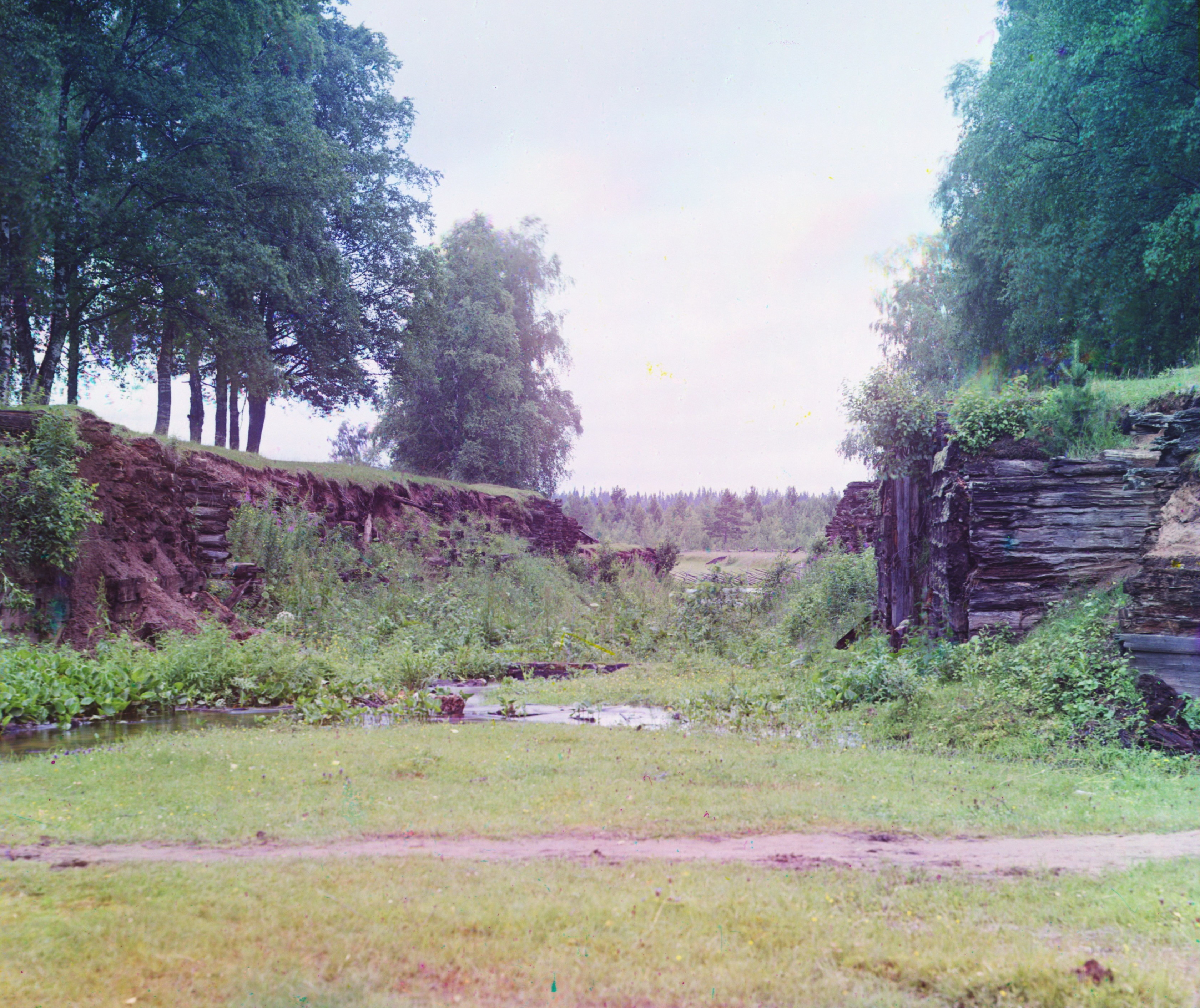
Zbytky stavidla z první verze Mariinského systému z roku 1810

### Sovětská výstavba do vybudování Hornosvirského vodního díla (1917–1952)
Rozvoj umělých vodních cest v sovětské éře od počátku ovlivňovaly dva nové základní faktory. Ohled na neustále rostoucí potřebu elektrické energie a disposice mimořádně mocné pracovní síly v podobě nápravných pracovních táborů systému Gulag. Pracovní síly vězňů byly však nejdříve použity nechvalně známým způsobem při budování bělomořského kanálu a po válce pořadí priorit ovlivnila potřeba spojení Volhy s uhelnými doly Donbas. V systému Volha-Balt bylo pracovní síly vězňů v omezené míře použito při budování hydroenergetických děl na horní Volze (Ivaňkovská, Ugličská a Rybinská vodní elektrárna). Naposledy bylo práce vězňů v masovém měřítku použito při budování Žiguljevské vodní elektrárny.  
Potřeba dopravního spojení mezi Moskvou, Leningradem a hutním kolosem v Čerepovci vyvolala potřebu vybudování dvou moderních zdymadel právě na řece Šeksna, a to v letech 1922 až 1926. Plavbu mezi Oněžským a Ladožským jezerem vylepšilo vybudování vodní elektrárny na řece Svir v roce 1933. Projekt rekonstrukce volžko-baltského systému byl schválen až v září 1940. Na jaře 1941 byla napuštěna Rybinská přehradní nádrž, kdy pod hladinou zmizela obě zdymadla vybudovaná ve dvacátých letech. Posledním významným krokem pro zlepšení plavebních podmínek za stalinské éry bylo vybudování Hornosvirského vodního díla v roce 1952.
Vodní elektrárny na horní Volze a Volchovu sehrály významnou roli při obraně Leningradu a Moskvy. Vyrobená elektřina ušetřila miliony tun uhlí potřebných pro válečný průmysl a toto množství bylo dopravováno právě Mariinským systémem. Uskutečněný sen velikého cara Petra I. tak více než dvě stě let po jeho smrti účinně chránil jeho vlast ve válce, vyvolané s cílem likvidace jeho národa.

### Přestavba Mariinského kanálu v letech 1956–1964
Stalinova smrt se v projektech vodních děl projevila vždy dvojím způsobem. Hromadná amnestie změnila způsoby zajištění pracovní síly a rozpočet byl snížen o vyřazení honosných architektonických prvků.
Podle změněného projektu začaly konečné práce na průplavu v roce 1956. Do roku 1962 byla prokopána hlavní trasa a vybudovány zdymadlové systémy. Na jaře 1963 začalo napouštění Šeksninské přehradní nádrže, pod hladinou zmizelo pět zdymadel starého systému.
2. listopadu 1963 byl oficiálně ukončen provoz na staré Mariinské cestě. V létě  1964 byl nový kanál naplněn vodami Kovžy i Vytěrgy. Něva a Volha byly spojeny novou hladinou.
První loď s budovateli díla proplula novým systémem 4. června 1964, druhý den proplul systémem první nákladní transport. 28. června 1964 proplula systémem slavnostní výletní loď z Leningradu do Jaroslavli.

## Současnost
Navzdory přetížení zdymadlových propustí se nákladní doprava neustále zvyšuje. V roce 2008 byl vytvořen dostatečný fond na krytí potřebných údržbových procesů. Další vývoj nákladní vnitrozemské lodní dopravy lze odhadovat stejně obtížně jako v celé Evropě.
Využití v osobní dopravě od roku 1964 nezaznamenává nijaký úpadek. Osobní lodní doprava mezi Petrohradem, Moskvou, Jaroslavlí a dalšími tradičními místy na Volze je příležitostí pro slavnostní akce, konference, svatební cesty i samotné svatby. Lodní doprava patří do základní nabídky cestovních kanceláří v Rusku. Krajina podél bývalé Mariinské trasy je i na začátku 21. století téměř neobydlená. Záchytnými orientačními body na romantické trase bývají ruiny statků s podmáčenými základy. Nejznámějším symbolem je hroutící se stavba barokního chrámu Narození Krista v Krochinu, která se nalézá při výtoku Šeksny z Bílého jezera.  

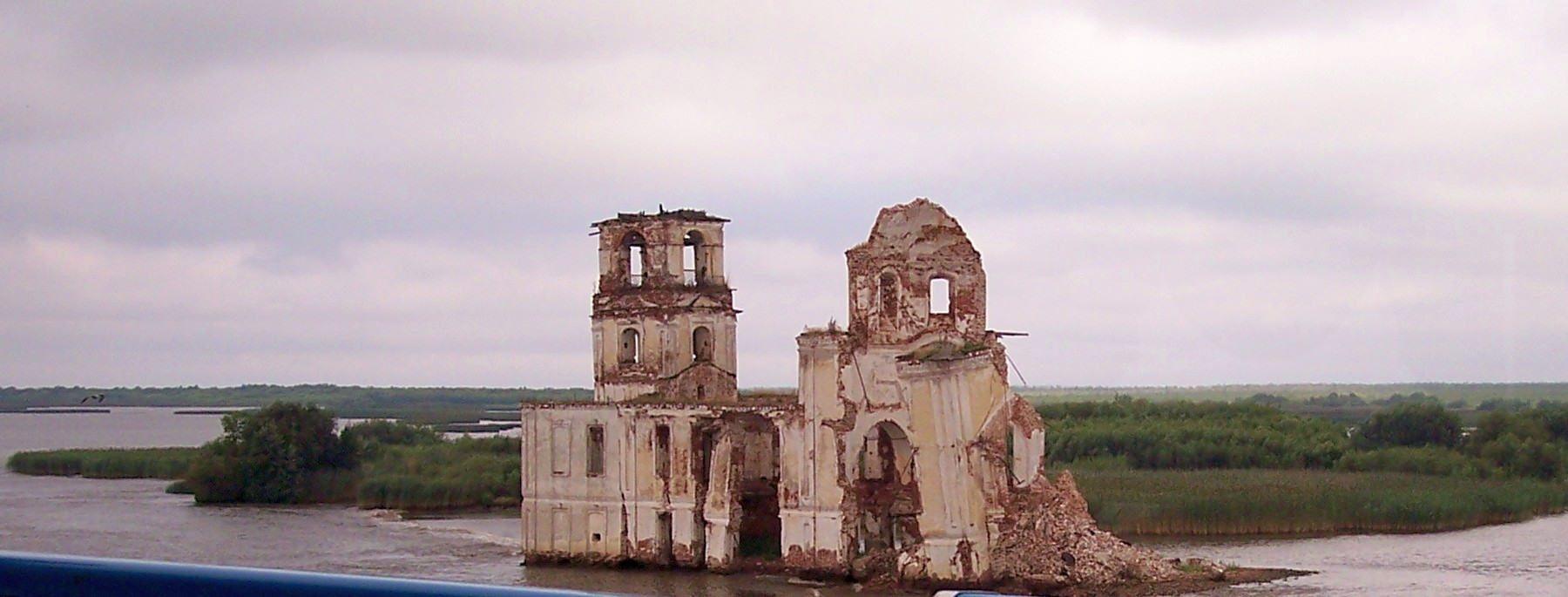
I přes tento stav se občanské aktivity na částečnou záchranu chrámu v Krochinu nevzdávají naděje. Stav k roku 2009.